# Кулява
Кулява (укр. Кулява) — село в Жолковской городской общине Львовского района Львовской области Украины.
Население по переписи 2001 года составляло 629 человек. Занимает площадь 16,500 км². Почтовый индекс — 80342. Телефонный код — 3252.